# Vandeleuria nilagirica
Vandeleuria nilagirica is een knaagdier uit het geslacht Vandeleuria dat voorkomt in het zuiden van de West-Ghats in Zuidwest-India. Deze muis lijkt veel op V. oleracea, maar is later weer als een aparte soort beschouwd. De originele beschrijving komt goed overeen met een exemplaar uit Kutta in de Ghats, waar ook V. oleracea is gevonden. V. nilagirica heeft een langere staart dan V. oleracea en een lichtgrijze, geen witte buik. Andere zoogdieren die alleen in de West-Ghats voorkomen zijn Macaca silenus, Mus famulus en Rattus satarae.